# Atelier Escha & Logy: Alchemists of the Dusk Sky
Atelier Escha & Logy: Alchemists of the Dusk Sky (エスカ＆ロジーのアトリエ ～黄昏の空の錬金術士～?, Esuka & Rojī no atorie: Tasogare no sora no renkinjutsushi) è un videogioco di ruolo giapponese sviluppato dalla Gust. Un adattamento anime di dodici episodi, prodotto dallo Studio Gokumi, è stato trasmesso in Giappone tra il 10 aprile e il 26 giugno 2014.
Nel titolo è contenuto un gioco di parole: in giapponese per la congiunzione si usa と (to); leggendo エスカ＆ロジ (Escha & Rojī) come Escha to Logy e unendo il tutto, otteniamo Eschatology, termine inglese per Escatologia.

## Personaggi
Escha Malier (エスカ メーリエ?, Esuka Mērie)
Doppiata da: Rie Murakawa
La prima protagonista femminile. Escha è spesso calma e silenziosa, anche se è piena di energia e lavora per il governo come alchemista insieme al suo partner, Logy.
Logix "Logy" Fiscario (ロジックス フィクサリオ?, Rojikkusu Fikusario)
Doppiato da: Kaito Ishikawa
Il protagonista maschile. Logy è un tipo molto eccentrico seppur sia quasi sempre serio. È un ufficiale del governo per cui lavora come alchemista insieme alla sua partner, Escha.
Lucille Ernella (ルシル・エルネラ?, Rushiru Erunera)
Doppiata da: Mariko Honda
Lucille è una nuova ufficiale di governo educata in medicina. È una degli alievi di Logy e Escha, e si rivolge a loro con la parola "senpai". Anche se spesso commette errori è molto seria con il suo lavoro e si dà molto da fare per riuscire a soddisfare i suoi maestri.
Awin Sidelet (アウィン・サイドレット?, Awin Saidoretto)
Doppiata da: Kenji Akabane
Awin è il cugino di Escha. Lavora come meccanico e si occupa di facilitare la vita delle persone.
Reyfer Luckberry (レイファー・ラックベリー?, Reifā Rakkuberī)
Doppiato da: Yasunori Masutani
Reyfer è un avventuriero e ricercatore di tesori molto famoso.
Threia Hazelgrimm (スレイア・ヘーゼルグリム?, Sureia Hēzerugurim)
Threia è un'archeologa che sfrutta i suoi studi per combattere. Lei e suo zio, Keithgriff Hazeldine non hanno una buona relazione.
Linca (リンカ?, Rinka)
Doppiata da: Ami Koshimizu
Linca è un'abile spadaccina e la guardia principale di Marion Quinn.
Wilbell voll Erslied (ウィルベル・ヴォル エルスリート?, Uiruberu boru Erusurīto)
Doppiato da: Asami Seto
Wilbell è una strega e usa la magia per aiutare i suoi amici.
Nio Altugle (ニオ・アルトゥール?, Nio Arutūru)
Doppiata da: Mariya Ise
Nio è una ragazza molto tranquilla. Ha la capacità di sentire una voce.

## Media

### Anime
L'adattamento anime di dodici episodi, prodotto dallo Studio Gokumi e diretto da Yoshiaki Iwasaki, è stato trasmesso tra il 10 aprile e il 26 giugno 2014. Le sigle di apertura e chiusura sono rispettivamente "Asuiro" (アスイロ?) di Rie Murakawa e "Fuyumidori" (ふゆみどり?) di Haruka Shimotsuki.

#### Episodi
| Nº | Titolo italiano Giapponese 「Kanji」 - Rōmaji                                                                   | In onda        | In onda |
| Nº | Titolo italiano Giapponese 「Kanji」 - Rōmaji                                                                   | Giapponese     |         |
| 1  | Benvenuti a Atelier! 「ようこそアトリエへ！」 - Yōkoso atorie e!                                                | 10 aprile 2014 |         |
| 2  | Che cos'è una maga? 「魔法使いってなんですか？」 - Mahōtsukaitte nandesu ka?                                    | 17 aprile 2014 |         |
| 3  | Io posso combattere! 「私だって戦います！」 - Watashi datte tatakaimasu!                                        | 24 aprile 2014 |         |
| 4  | È una barriera! È una coda 「たるです！しっぽです！」 - Tarudesu! Shippodesu!                                   | 1 maggio 2014  |         |
| 5  | Sono diventata una signora 「たるしっ私だっす」 - Ore wa senoir                                                 | 8 maggio 2014  |         |
| 6  | Qual è l'unico, delizioso dessert? 「その一つは、おいしいデザートど~れだ?」 - Sono hitotsu wa, oishī dezātodesu | 15 maggio 2014 |         |
| 7  | Cosa c'è nel mondo di Linca 「いるし戦い魔法使」 - Rinka no okuri takyo?                                        | 22 maggio 2014 |         |
| 8  | Una calda calda estate! 「ってエへすかうこそ」 - Kaichi ageru no aneji                                          | 29 maggio 2014 |         |
| 9  | Stanno allontanando i miei sogni! 「戦いってすかこそア」 - Boku no dorimu dorobo                                | 5 giugno 2014  |         |
| 10 | Non abbandonarti! 「あきらめないで!」 - Akiramenaide                                                            | 12 giugno 2014 |         |
| 11 | Le inesplorate rovine dei sogni! 「あこがれの未踏遺跡です!」 - Dorimu no akuban korosu!                         | 19 giugno 2014 |         |
| 12 | È la nostra promessa! 「それは私たちの約束です」 - Sore wa watashitachi no yakusokudesu                         | 26 giugno 2014 |         |

### Manga
Il videogioco è stato adattato in un manga a cura di Chako Abeno. La serie ha iniziato la serializzazione sul numero di dicembre 2013 della rivista Dengeki Maoh della ASCII Media Works.